# Ufficio comunitario delle varietà vegetali
L'Ufficio comunitario delle varietà vegetali (CPVO) è un'agenzia dell'Unione europea istituita nel 1994 con sede ad Angers. Il suo compito è quello di amministrare il sistema dei diritti degli orticoltori conosciuto anche come diritti sulle varietà vegetali, forma di proprietà intellettuale relativa ai vegetali. Il CPVO lavora come l'Ufficio per l'armonizzazione nel mercato interno: concede la protezione delle proprietà intellettuali per le nuove varietà vegetali. Questi diritti sono validi per un periodo di 25 o 30 anni.